# Thief Simulator 2
Thief Simulator 2 è videogioco di simulazione stealth sviluppato dalle case sviluppatrici Ultimate Games S.A. e CookieDev e pubblicato dalla PlayWay S.A il 4 ottobre 2023 per Microsoft Windows, il 12 luglio 2024 per PlayStation 5 e il 14 agosto 2024 per Xbox Series X/S e in arrivo su Nintendo Switch.

## Modalità di gioco
Similmente al suo predecessore Thief Simulator, il gameplay di Thief Simulator 2 consiste nella personificazione di un ladro sconosciuto e quello di derubare case, aziende, ville e altri posti per guadagnare soldi ed esperienza, così da avanzare nel gioco e sbloccare nuove abilità e strumenti da ladro.

## Accoglienza
| Testata                                 | Versione      | Giudizio |
| --------------------------------------- | ------------- | -------- |
| Metacritic (media al 28 settembre 2024) | PS5           | 61/100   |
| Metacritic (media al 28 settembre 2024) | PC            | 70/100   |
| Metacritic (media al 28 settembre 2024) | Xbox Series X | 70/100   |
| Gamesasylum                             | -             | 6/10     |
| Opiumpulses                             | PC            | 5/5      |

L'aggregatore di recensioni Metacritic lo ha recensito generalmente bene, assegnando un punteggio per PC di 70 su 100 basato su una recensione, 61 su 100 per PlayStation 5 basato su una recensione e 70 su 100 per Xbox Series X basato su due recensioni, deprecando le meccaniche di gioco superficiali e la grafica scadente, ma esaltando l'elemento stealth, l'intelligenza artificiale degli NPC tutto per un prezzo più che giusto.
Icrewplay, nella sua recensione per PlayStation 5, ha assegnato un punteggio di 6.3/10, apprezzando la fase di pianificazione dei furti e dei sottotitoli in italiano ma criticando la grafica e le meccaniche da rivedere.